# Gino Lettieri
Gino Lettieri (ur. 23 grudnia 1966 w Zurychu) – włoski trener piłkarski. Posiada również niemieckie obywatelstwo.

## Kariera trenerska

### Kluby niemieckie
W latach 1994–1997 był asystentem trenera Wernera Loranta w grającym w Bundeslidze TSV 1860 Monachium. Samodzielną pracę trenerską rozpoczął w kwietniu 1997, zostając szkoleniowcem czwartoligowego Bayernu Hof. W sezonie 1999/2000 zajął z nim w Bayernlidze 4. miejsce. W latach 2000–2002 był trenerem czwartoligowego FC Augsburg. W sezonie 2001/2002 prowadzona przez niego drużyna odniosła w Bayernlidze 29 zwycięstw w 36 meczach i zajęła w tabeli 1. miejsce, wywalczając awans do Regionalligi (trzeci poziom rozgrywkowy). Od lipca 2002 do września 2003 prowadził czwartoligowy Bonner SC.
We wrześniu 2003 został trenerem czwartoligowego SpVgg Bayreuth. W sezonie 2004/2005 zajął z nim w Bayernlidze 1. miejsce (19 zwycięstw w 34 meczach) i wywalczył awans do Regionalligi. W sezonie 2005/2006 prowadzona przez niego drużyna odniosła 11 zwycięstw, zanotowała 13 remisów i poniosła 10 porażek, kończąc trzecioligowe rozgrywki na 10. pozycji. Na początku sezonu 2006/2007 był trenerem trzecioligowego SV Darmstadt 98, z którego został zwolniony w październiku 2006.
Na początku stycznia 2007 został trenerem klubu Wacker Burghausen. W drugiej części sezonu 2006/2007 poprowadził go w 17 meczach 2. Bundesligi – odniósł trzy zwycięstwa, zanotował sześć remisów i poniósł osiem porażek, zajmując w tabeli 17. miejsce i spadając do Regionalligi (gdy przejmował zespół w styczniu 2007, Wacker zajmował 15. pozycję – również spadkową). Od grudnia 2007 do lutego 2010 był szkoleniowcem SpVgg Weiden, z którym w sezonie 2008/2009 wywalczył awans z piątej do czwartej ligi. Od lutego 2010 do lutego 2012 prowadził grający w 3. Lidze Wehen Wiesbaden. W pierwszej połowie 2014 był asystentem trenera Arminii Bielefeld.
W maju 2014 został trenerem MSV Duisburg. W sezonie 2014/2015 prowadzony przez niego zespół wygrał 20 meczów, 11 zremisował i siedem przegrał, zajmując w 3. Lidze 2. miejsce i wywalczając awans do 2. Bundesligi. W sezonie 2015/2016 MSV Duisburg odniósł pod jego wodzą jedno zwycięstwo, zanotował trzy remisy i poniósł dziewięć porażek. Na początku listopada 2015, po porażce z TSV 1860 Monachium (0:1), został zwolniony. W marcu 2017 przejął zajmujący w 3. Lidze 17. miejsce FSV Frankfurt. Do końca sezonu 2016/2017 poprowadził go w 13 meczach – jeden wygrał, trzy zremisował i dziewięć przegrał, spadając do Regionalligi.

### Korona Kielce
29 maja 2017 został przedstawiony jako nowy trener Korony Kielce, z którą podpisał dwuletnią umowę. Pod jego wodzą Korona Kielce zajęła w Ekstraklasie kolejno 8. miejsce w sezonie 2017/2018 i 10. miejsce w sezonie 2018/2019. W sezonie 2017/2018 awansował z Koroną Kielce do półfinału Pucharu Polski, gdzie jego drużyna uległa w dwumeczu Arce Gdynia. W październiku i listopadzie 2017 był wybierany trenerem miesiąca w Ekstraklasie. 31 sierpnia 2019 został zwolniony z funkcji trenera znajdującej się na ostatniej pozycji w tabeli Korony.

## Statystyki trenerskie

### Według klubu
| Klub                                                                         | Poziom ligowy        | Od               | Do                  | Wyniki | Wyniki | Wyniki | Wyniki | Wyniki  | Uwagi                                      | Źródło |
| Klub                                                                         | Poziom ligowy        | Od               | Do                  | M      | Z      | R      | P      | % Zwyc. | Uwagi                                      | Źródło |
| ---------------------------------------------------------------------------- | -------------------- | ---------------- | ------------------- | ------ | ------ | ------ | ------ | ------- | ------------------------------------------ | ------ |
| Bayern Hof                                                                   | IV                   | 23 kwietnia 1997 | 30 czerwca 2000     | 108    | 40     | 24     | 44     | 37      |                                            | [ 18 ] |
| FC Augsburg                                                                  | IV                   | 1 lipca 2000     | 30 czerwca 2002     | 74     | 49     | 7      | 18     | 66      | Awans do Regionalligi w sezonie 2001/2002  | [ 19 ] |
| Bonner SC                                                                    | IV                   | 1 lipca 2000     | 10 września 2003    | 36     | 12     | 5      | 19     | 33      |                                            | [ 20 ] |
| SpVgg Bayreuth                                                               | IV i III (2005/2006) | 11 września 2003 | 30 czerwca 2006     | 93     | 41     | 30     | 22     | 44      | Awans do Regionalligi w sezonie 2004/2005  | [ 21 ] |
| SV Darmstadt 98                                                              | III                  | 1 lipca 2006     | 6 października 2006 | 10     | 3      | 0      | 7      | 30      |                                            | [ 22 ] |
| Wacker Burghausen                                                            | II                   | 2 stycznia 2007  | 30 czerwca 2007     | 17     | 3      | 6      | 8      | 18      | Spadek do Regionalligi w sezonie 2006/2007 | [ 6 ]  |
| SpVgg Weiden                                                                 | IV i V (2008/2009)   | 11 grudnia 2007  | 9 lutego 2010       | 66     | 37     | 13     | 16     | 56      | Awans do Regionalligi w sezonie 2008/2009  | [ 23 ] |
| Wehen Wiesbaden                                                              | III                  | 10 lutego 2010   | 15 lutego 2012      | 78     | 31     | 21     | 26     | 40      |                                            | [ 22 ] |
| MSV Duisburg                                                                 | III i II (2015/2016) | 1 lipca 2014     | 2 listopada 2015    | 51     | 21     | 14     | 16     | 41      | Awans do 2. Bundesligi w sezonie 2014/2015 | [ 22 ] |
| FSV Frankfurt                                                                | III                  | 7 marca 2017     | 20 maja 2017        | 13     | 1      | 3      | 9      | 8       | Spadek do Regionalligi w sezonie 2016/2017 | [ 22 ] |
| Korona Kielce                                                                | I                    | 18 czerwca 2017  | 31 sierpnia 2019    | 79     | 25     | 25     | 29     | 32      |                                            |        |
| Stan na 22 sierpnia 2019. Uwaga: Statystyki obejmują wyłącznie mecze ligowe. |                      |                  |                     |        |        |        |        |         |                                            |        |

### Według poziomu ligowego
| Niemcy                                                                       | II    | 30  | 4   | 9   | 17  | 13 |
| Niemcy                                                                       | III   | 173 | 66  | 48  | 59  | 38 |
| Niemcy                                                                       | IV    | 309 | 146 | 58  | 105 | 47 |
| Niemcy                                                                       | V     | 34  | 22  | 8   | 4   | 65 |
| Polska                                                                       | I     | 79  | 25  | 25  | 29  | 32 |
| Razem                                                                        | Razem | 625 | 263 | 148 | 214 | 42 |
| Stan na 12 sierpnia 2019. Uwaga: Statystyki obejmują wyłącznie mecze ligowe. |       |     |     |     |     |    |

## Sukcesy trenerskie
FK Panevėžys
- Mistrzostwo Litwy (1x) : 2023